# العلوم والتكنولوجيا في اليابان
العلوم والتكنولوجيا في اليابان معظمها يتركز في مجال الإلكترونيات والروبوتات وصناعة السيارات.

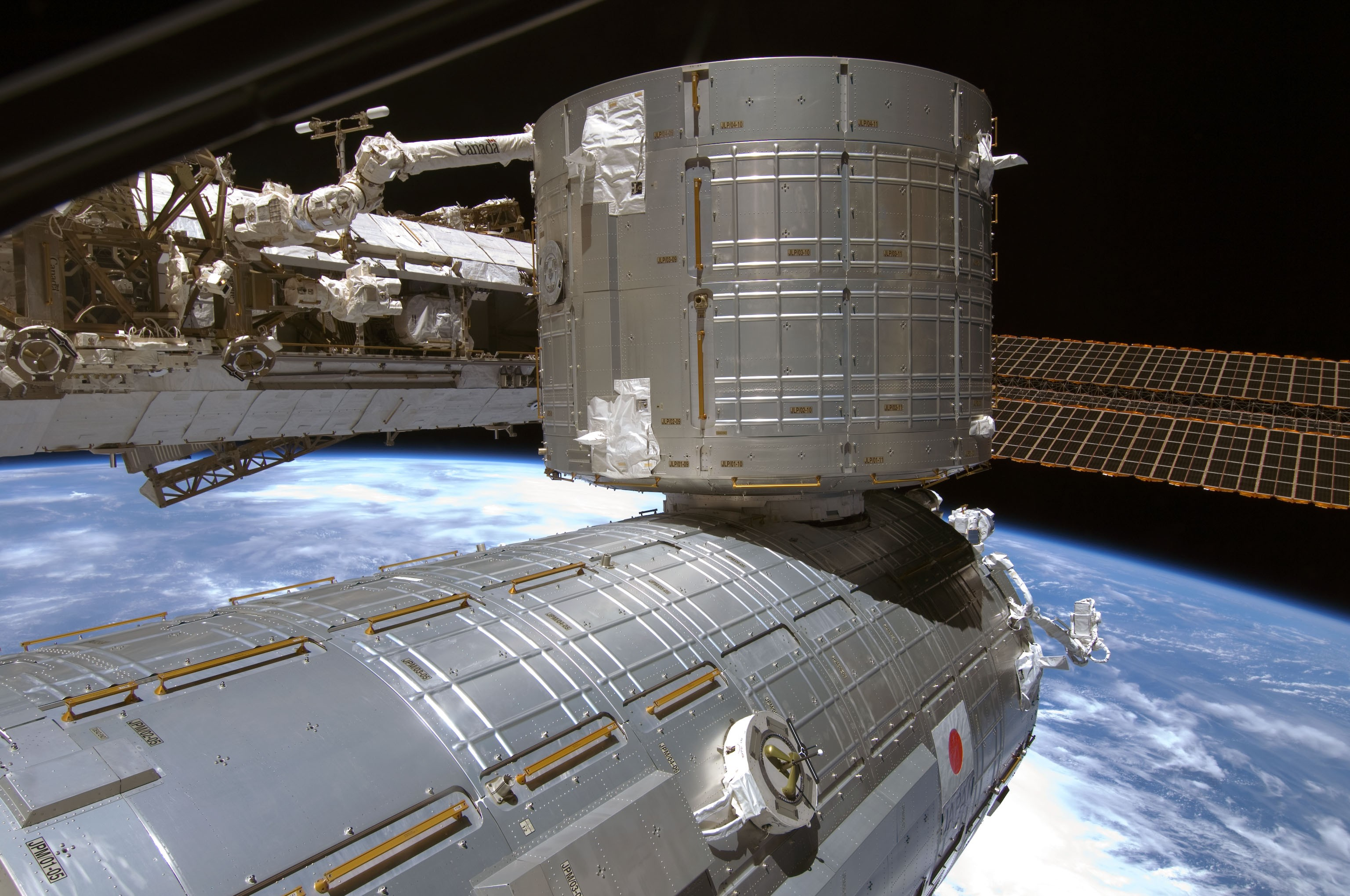
كيبو (مختبر فضاء)

مكّنت المستويات العالية من دعم البحث والتطوير اليابان من تحقيق تقدّم في صناعة
محركات السيارات وتكنولوجيا شاشات العرض التلفزيونية وألعاب الفيديو والساعات الذرية ومجالات أخرى عديدة. كما أن اليابان دولة متقدمة ورائدة عالمياً في مجالات الروبوتات والعلوم الطبيعية واستكشاف الفضاء والبحوث الطبية الحيوية. عام 2023، احتلت اليابان المرتبة 13 في مؤشر الابتكار العالمي الذي تصدره المنظمة العالمية للملكية الفكرية،وحافظت على المركز نفسه في مؤشر عام 2024

## الإلكترونيات
اليابان دولة معروفة جيدا في صناعة الالكترونيات في جميع أنحاء العالم وتشكل المنتجات الإلكترونية اليابانية حصة كبيرة في السوق العالمية مقارنة مع غالبية البلدان الأخرى. واليابان واحدة من الدول الرائدة في مجالات البحث العلمي والتكنولوجيا والآلات والبحوث الطبية حيث لديها ثالث أكبر ميزانية في العالم للبحث والتطوير تقدر بحوالى 130 مليار $ دولار أمريكي وأكثر من 677.731 الباحثين. وقد تلقت اليابان معظم جوائز نوبل العلمية في آسيا (انظر قائمة الحاصلين على جائزة نوبل حسب البلد)
واليابان لديها مجموعة من الشركات الدولية الكبيرة مثل فوجي (التي وضعت أول حاسوب إلكتروني في البلاد، FUJIC1999 في عام 1956) وسوني وباناسونيك وكانون وفوجيتسو وهيتاشي وشارب وإن إي سى ونينتندو وإبسون وتوشيبا هي من بين شركات الإلكترونيات المعروفة في العالم.
و تويوتا وهوندا ونيسان ومازدا وميتسوبيشي وسوزوكي وسوبارو هي أيضا شركات معروفة جيدا بين شركات السيارات في العالم.

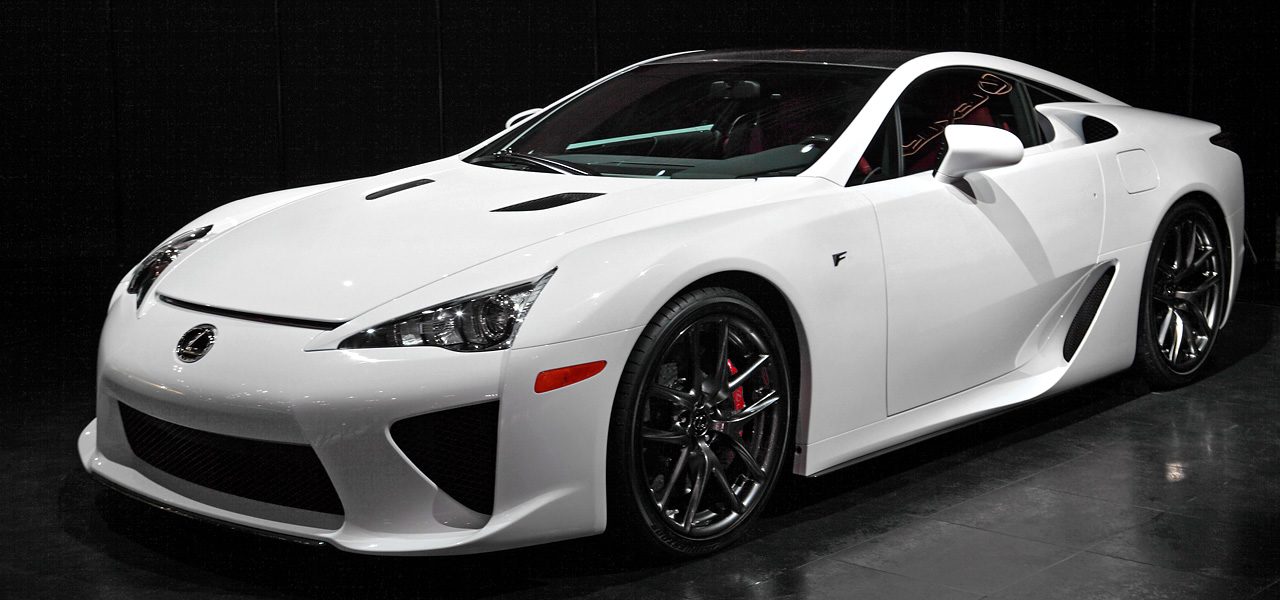
لكزس إل إف أيه (Lexus LFA)

ويقدر أن 16٪ من الذهب في العالم و 22٪ من الفضة في العالم في مجال التكنولوجيا الإلكترونية في اليابان.

## علوم الطيران
وكالة استكشاف الفضاء اليابانية (جاكسا) وهي المسئولة عن إجراء الأبحاث عن الفضاء والكواكب وبحوث الطيران وتطوير المركبات الفضائية والأقمار الصناعية وقد وضعت سلسلة من الصواريخ مثل صواريخ H-IIB و H-IIA/B التي لديها القدرة على حمل 8 طن حمولة إلى المدار الثابت بالنسبة للأرض (GTO) على اقصى حد. وتمكنت بالشراكة مع القطاع الخاص تحديدا مع شركة ميتسوبيشي للصناعات الثقيلة حيث قاموا بناء وحدة التجارب اليابانية التي تم اطلاقها على متن مكوك فضائي واضافتها إلى محطة الفضاء الدولية وتم تجميعها وتركيبها ما بين عامى 2007 و2008 واطلاق أيضا مركبة النقل H-II لنقل الحمولات إلى المحطة في عام 2009.

## الطاقة النووية
منذ عام 1973 ظلت اليابان تتطلع إلى أن تصبح أقل اعتمادا على الوقود المستورد والبدء في الاعتماد على الطاقة النووية وفي عام 2008 تم افتتاح 7 مفاعلات نووية جديدة في اليابان

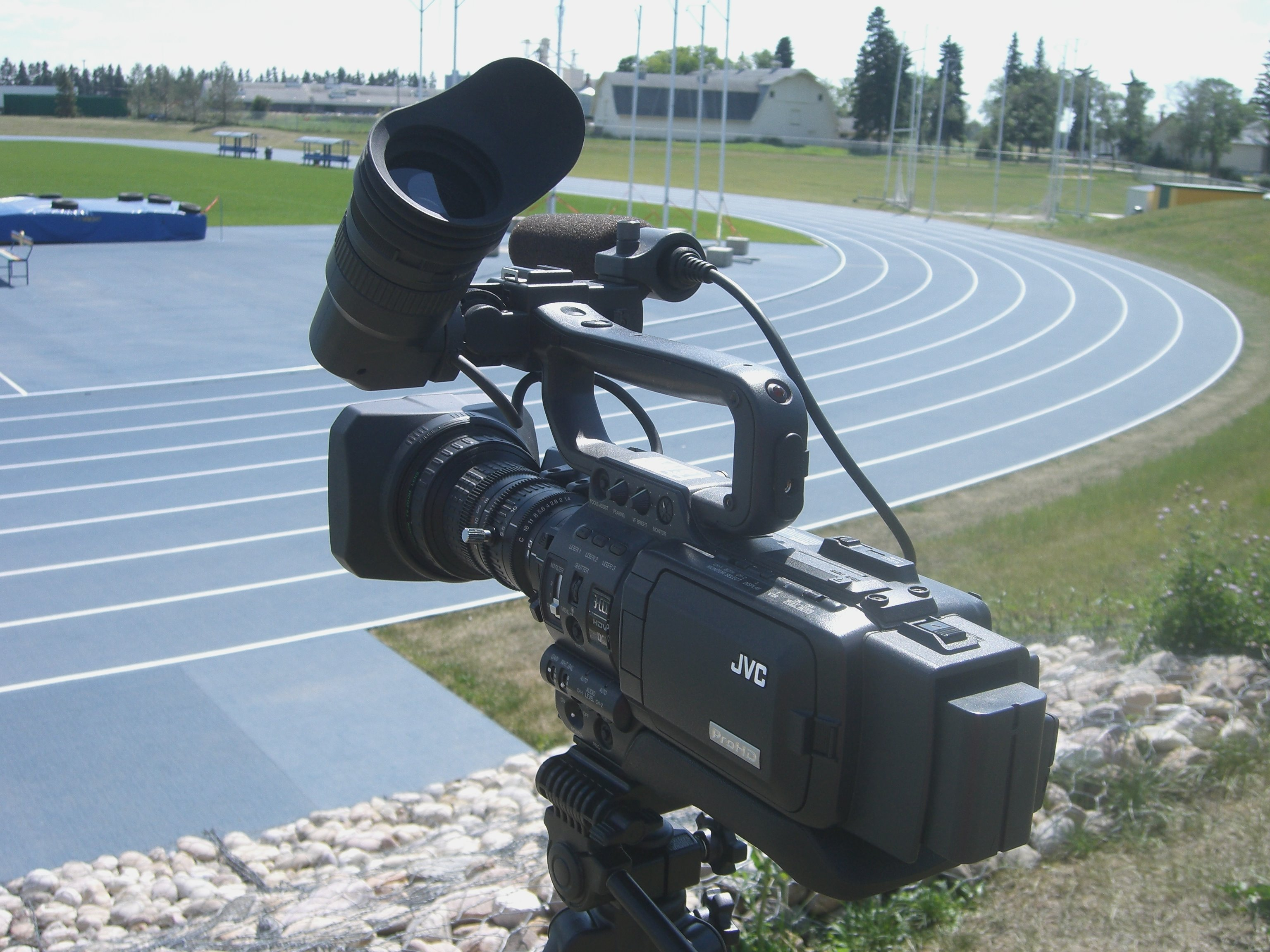
كاميرا Jvc

(3 في هونشو و 1 في كل من هوكايدو وكيوشو وشيكوكو وتانيغاشيما) وأصبحت اليابان ثالث أكبر مستهلك للطاقة النووية في العالم حيث تشغل 55 مفاعل نووى وتوفر هذه المفاعلات النووية 34.5٪ من الكهرباء في اليابان.
وبعد وقوع زلزال تسونامي وفشل أنظمة التبريد في محطة الطاقة النووية في فوكوشيما في 11 مارس 2011 أعلنت حالة الطوارئ النووية في البلاد وتم إجلاء 140000 الف شخص من المقيمين في نطاق 20 كلم من المحطة.

## الحائزين على جائزة نوبل
وقد فاز العديد من الباحثين اليابانيين بعدة جوائز نوبل مثل يوكاوا هيديكي الذي تلقى تعليمه في جامعة كيوتو والذي حصل على الجائزة في مجال الفيزياء عام 1949.و شينيتشيرو توموناغا في عام 1965. وليو إساكي الذي تلقى تعليمه في جامعة طوكيو وحصل على الجائزة في عام 1973. وكينيتشي فوكوي بروفسير في جامعة كيوتو الذي حصل على الجائزة عام 1981 في الكيمياء، وسوسومو تونيغاوا الذي حصل الجائزة عام 1987 في علم وظائف الأعضاء والطب وتلقى تعليمه أيضا في جامعة كيوتو. ومن الكيميائيين اليابانيين الذين حصلو على جوائز في عامي 2000 و 2001: الأول كان العالم هيديكي شيراكاوا وكان يدرس في (معهد طوكيو للتكنولوجيا) ثم ريوجي نويوري (جامعة كيوتو) وحصل أيضا على جائزة الملك فيصل. ماساتوشي كوشيبا تلقى تعليمه أيضا في (جامعة طوكيو) وحصل على الجائزة في الفيزياء عام 2002. وكويتشي تاناكا من (جامعة توهوكو) وفاز بها في الكيمياء عام 2002. وماكوتو كوباياشي وتوشيهيده ماساكاوا ويويتشيرو نامبو وهو مواطن أمريكي من اصل يابانى وتقاسم الثلاثة الجائزة في علم الفيزياء. وأوسامو شيمومورا أيضا فاز بالجائزة في الكيمياء في عام 2008. إيسامو أكاساكي وهيروشي أمانو وشوجي ناكامورا وهو من أصول يابانية ويحمل الجنسية الأمريكية تقاسم معهما الجائزة في الفيزياء في عام 2014.

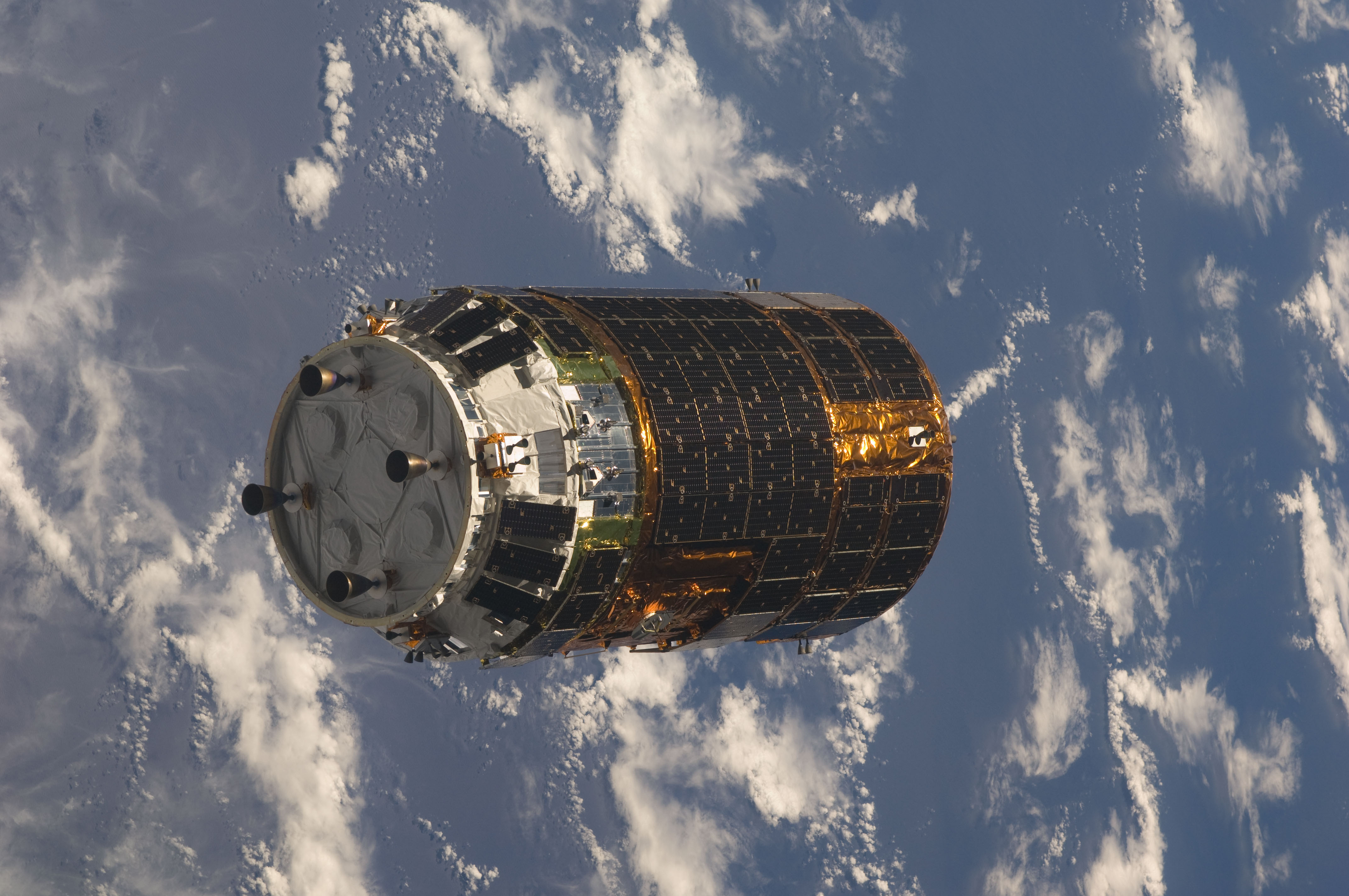
مركبة النقل H-II

## بحوث الطب الحيوي في اليابان
اليابان أيضا دولة رائدة في مجال البحث العلمي والبحوث الطبية الحيوية بشكل خاص.

## علماء يابانيون

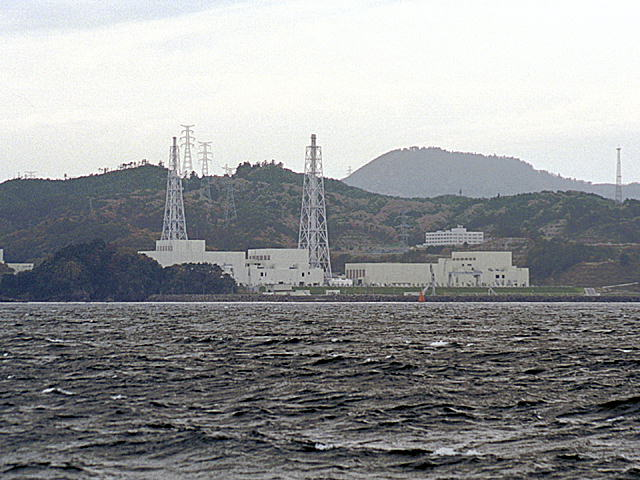
محطة الطاقة النووية أوناجاوا وتعتبر وحدة نموذجية لمحطات الطاقة النووية في اليابان

كيتاساتو شيباسابورو
جوكتشي تاكامين
هانتارو ناغاوكا